# On purge bébé (téléfilm, 1961)
Pour les articles homonymes, voir On purge bébé (homonymie).
On purge bébé est un téléfilm en noir et blanc de Marcel Bluwal réalisé en 1961 d'après la comédie en un acte homonyme de Georges Feydeau.
Ce téléfilm est en réalité la pièce de théâtre filmée en représentation sans public.

## Synopsis
Monsieur Follavoine attend dans son cabinet de travail un certain monsieur Chouilloux, avec qui il doit traiter une grosse affaire. Mais sa femme, avec laquelle il se querelle sans cesse, fait irruption dans la pièce, car leur fils Toto (neuf ans, surnommé Bébé) est constipé. Il faut donc purger Bébé.

## Fiche technique
- Durée : 1 heure
- Décors : Yves Ollivier

## Distribution
- Jean Poiret, Bastien Follavoine
- Jacqueline Maillan, Julie Follavoine
- Michel Serrault, Guillaume Chouilloux
- Pierre Tchernia, Horace Truchet
- Françoise Dorin, madame Chouilloux
- Pierre Guillermo, Hervé Follavoine dit « Toto » dit « Bébé »
- Colette Castel, la femme de chambre.